# Văn hóa Cyclades

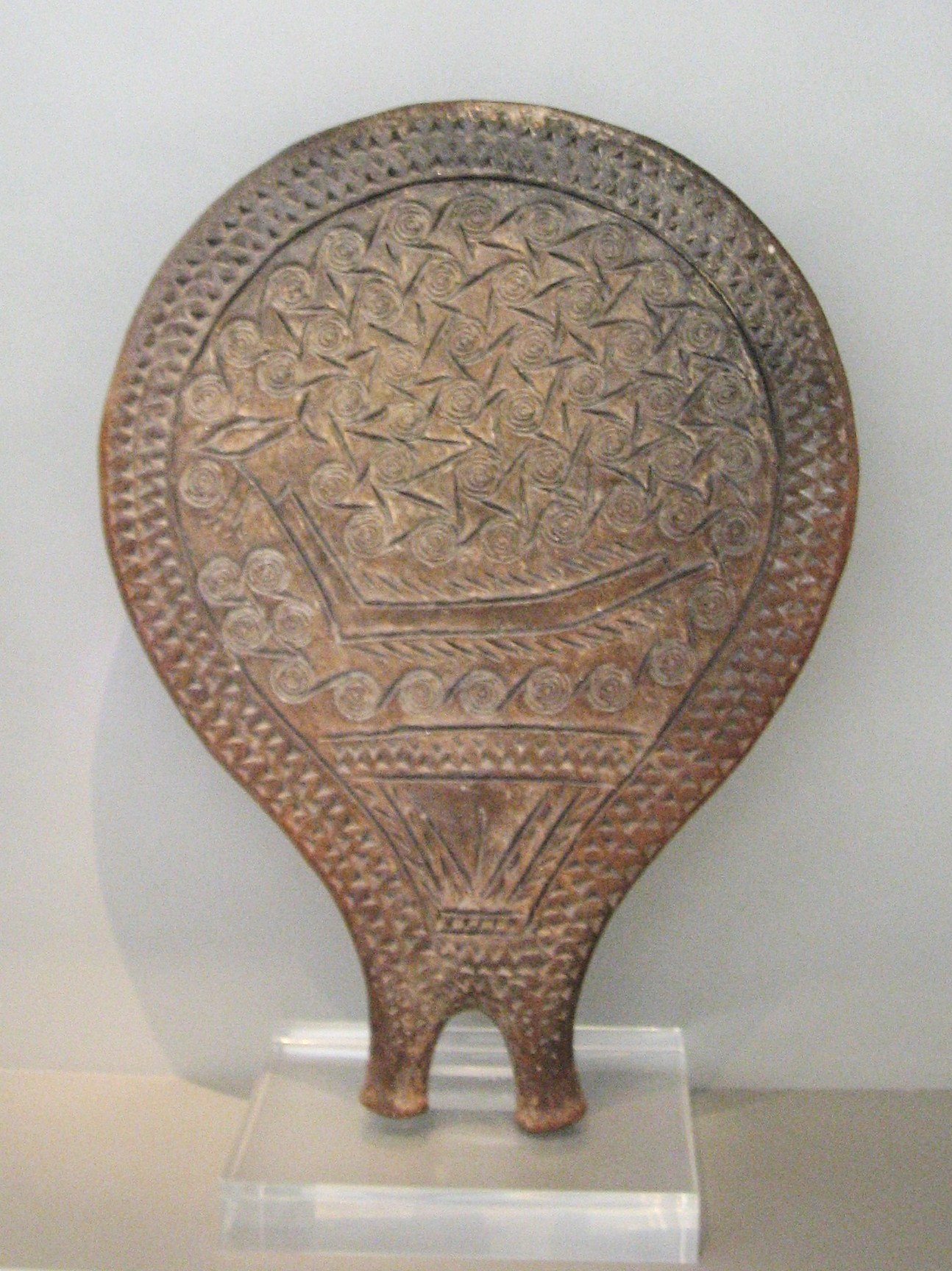
Chảo rán với hình ảnh khắc trang trí của một con tàu. Sơ kỳ Cyclades II, Chalandriani, Syros 2800–2300 TCN

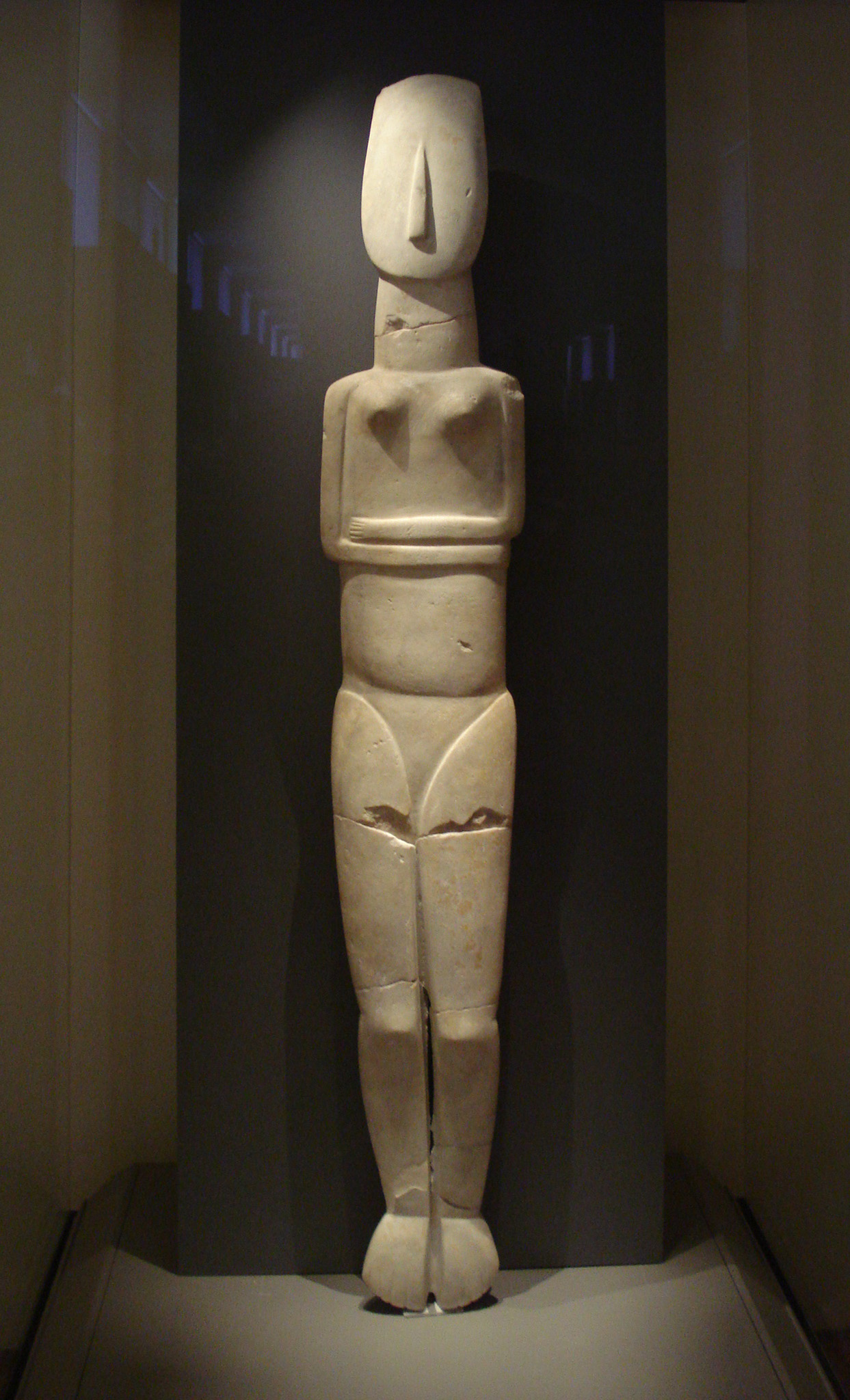
Tượng thần Cyclades, đá cẩm thạch Paros; cao 1.5 m (nghệ thuật điêu khắc Cyclades. 2800–2300 TCN

Văn hóa Cyclades (cũng còn được biết đến như là văn minh Cyclades hoặc,theo niên đại như là Niên đại Cyclades) là một nền văn hóa Thời đại đồ đồng (khoảng năm 3200– khoảng 1050 TCN) được tìm thấy trên khắp các hòn đảo thuộc quần đảo Cyclades ở biển Aegea. Theo thuật ngữ niên đại học, nó là một hệ thống niên đại tương đối cho các đồ tạo tác mà bổ sung đại thể cho Niên đại Hellades (lục địa Hy Lạp) và niên đại Minos (Crete) trong cùng một giai đoạn thời gian.

## Lịch sử
Nền văn hóa Cyclades có vai trò quan trọng thuộc giai đoạn hậu kỳ thời đại đồ đá mới và đầu thời đại đồ đồng được biết đến nhiều nhất thông qua những bức tượng nữ thần được phác họa đơn điệu, chúng được khắc từ loại đá cẩm thạch màu trắng nguyên chất của quần đảo này nhiều thế kỷ trước khi nền văn hóa ("Minos") vĩ đại thuộc thời đại Trung Kỳ đồ đồng xuất hiện ở đảo Crete, tọa lạc ở phía Nam.
Đây là một nền văn hóa riêng biệt thuộc Thời đại đồ đá mới pha trộn các yếu tố Anatolia và lục địa Hy Lạp, nó đã xuất hiện ở miền Tây Aegea vào thời điểm trước năm 4000 TCN, dựa trên lúa mì nguyên thủy và lúa mạch hoang dã, cừu và dê, lợn, và cá ngừ mà dường như đã bắt nguồn từ những chiếc thuyền nhỏ (Rutter). Các địa điểm khai quật bao gồm Saliagos, Naxos và Kephala (trên đảo Keos), cho thấy các dấu hiệu của việc gia công đồng. Kea là địa điểm của một khu định cư thời đại đồ đồng tại vị trí ngày nay gọi là Ayia Irini, nó đạt tới đỉnh cao vào giai đoạn cuối Minos và đầu thời đại Mycenae (1600–1400 TCN). Thị trấn thời kỳ Mycenae của Naxos (vào khoảng năm 1300 TCN) bao phủ khu vực từ thành phố hiện đại ngày nay tới hòn đảo nhỏ "Palatia", và các phần của nó đã được phát hiện bên dưới quảng trường, ở phía trước nhà thờ Chính Thống, ở Chora, nơi có di chỉ khảo cổ học Grotta nằm tại đây ngày nay. Naxos đã có cư dân sinh sống một cách liên tục từ tận thiên niên kỷ thứ 4 TCN cho tới tận ngày nay. Nghiên cứu về tên của khu vực này khẳng định rằng Naxos chưa bao giờ bị bỏ hoang bởi những người cư ngụ. Mỗi một hòn đảo nhỏ trong quần đảo Cyclades không thể nuôi dưỡng quá vài nghìn người, mặc dù vậy các mô hình thuyền thuộc giai đoạn cuối Cyclades cho thấy rằng 50 tay chèo có thể được tập hợp từ các cộng đồng rải rác (Rutter). Khi nền văn hóa cung điện với tổ chức cao của Crete xuất hiện, quần đảo này dần mất đi tầm quan trọng, ngoại trừ Kea, Naxos và Delos.
Bảng niên đại của nền văn minh Cyclades được chia thành 3 trình tự chính: Sơ kỳ, Trung Kỳ và Hậu Kỳ Cyclades.
| Sơ kỳ Cyclades I (ECI)        |  | Grotta-Pelos        |
| Sơ kỳ Cyclades II (ECII)      |  | Văn hóa Keros-Syros |
| Sơ kỳ Cyclades III (ECIII)    |  | Kastri              |
| Trung kỳ Cyclades I (MCI)     |  | Phylakopi           |
| Trung kỳ Cyclades II (MCII)   |  |                     |
| Trung kỳ Cyclades III (MCIII) |  |                     |
| Hậu kỳ Cyclades I             |  |                     |
| Hậu kỳ Cyclades II            |  |                     |
| Hậu kỳ Cyclades II            |  |                     |

## Khảo cổ học
Những cuộc khai quật khảo cổ học diễn ra vào thập niên 1880 được tiếp nối bởi công trình mang tính hệ thống bởi Khoa Anh Học tại Athens và bởi Christos Tsountas, ông ta đã nghiên cứu các địa điểm mai táng trên một vài hòn đảo vào năm 1888-89 và đặt ra thuật ngữ "Văn minh Cyclades". 
Sự quan tâm sau đó giảm dần, nhưng đã được khôi phục vào giữa thế kỷ 20, khi các nhà sưu tập ganh đua vì những cổ vật mang phong cách hiện đại mà dường như trông giống với các tác phẩm điêu khắc của Jean Arp hoặc Constantin Brâncuși. Nhiều địa điểm đã bị cướp phá và hoạt động buôn bán đồ giả đã xuất hiện. Do đó, bối cảnh cho nhiều bức tượng Cyclades nhỏ phần lớn đã bị phá hủy, ý nghĩa của chúng có thể không bao giờ được hiểu hoàn toàn. Một đồ vật gây sự tò mò và bí ẩn khác đó là chiếc chảo rán Cyclades.
Nền văn hóa Sơ kỳ Cycladic phát triển theo ba giai đoạn, giữa khoảng năm 3300 và 2000 TCN, khi mà nó ngày càng chìm dần trong sự ảnh hưởng đang ngày càng tăng lên của nền văn minh Minos trên đảo Crete. Các cuộc khai quật tại Knossos trên đảo Crete cho thấy một sự ảnh hưởng của nền văn hóa Cyclades đối với Knossos trong giai đoạn từ năm 3400 tới năm 2000 TCN như được chứng tỏ từ đồ gốm tìm thấy ở Knossos.